# Pieter Huys (kunstschilder)

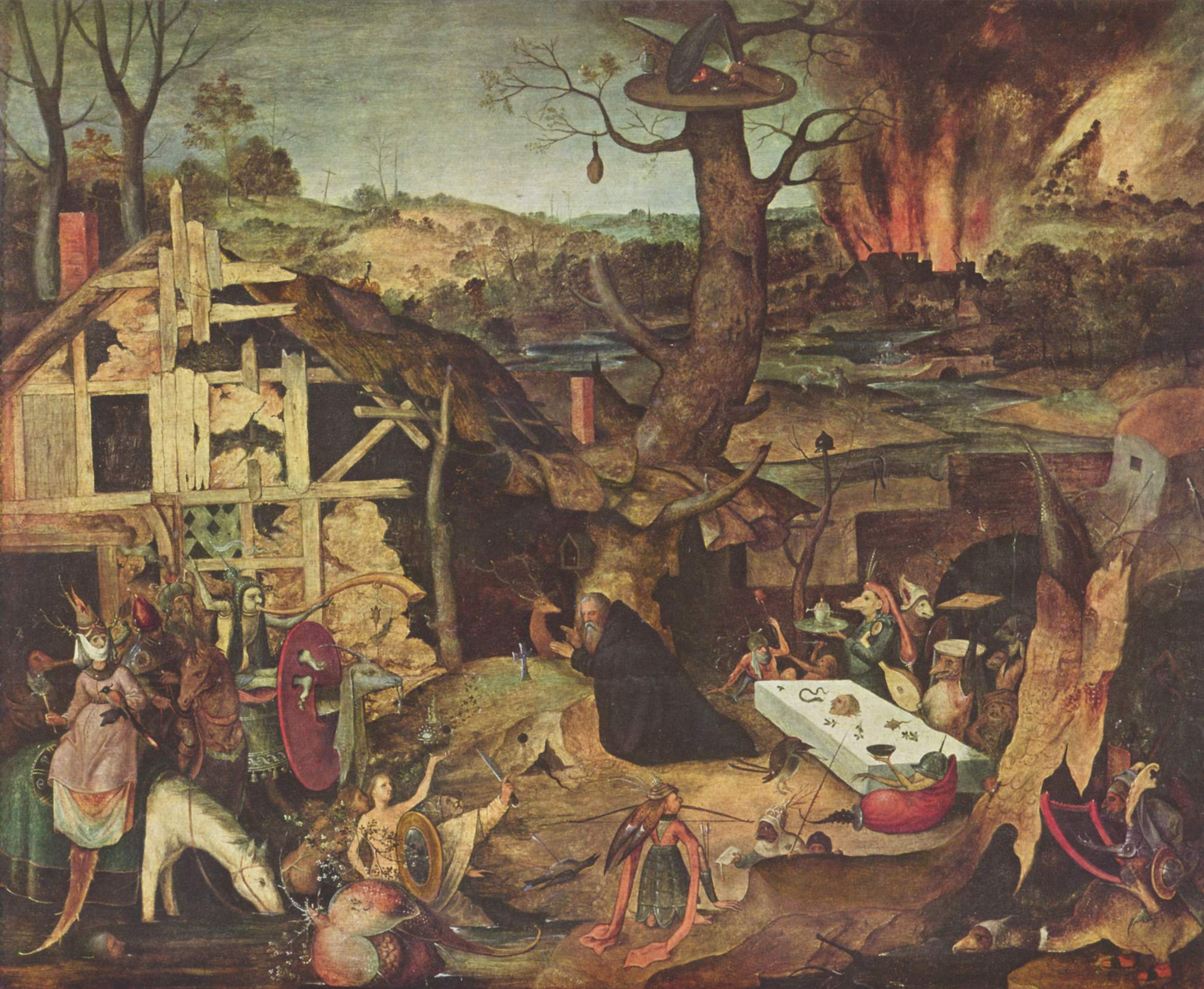
De verzoeking van Antonius abt, 1577, Kunstverzameling Fritz Mayer van den Bergh, Antwerpen

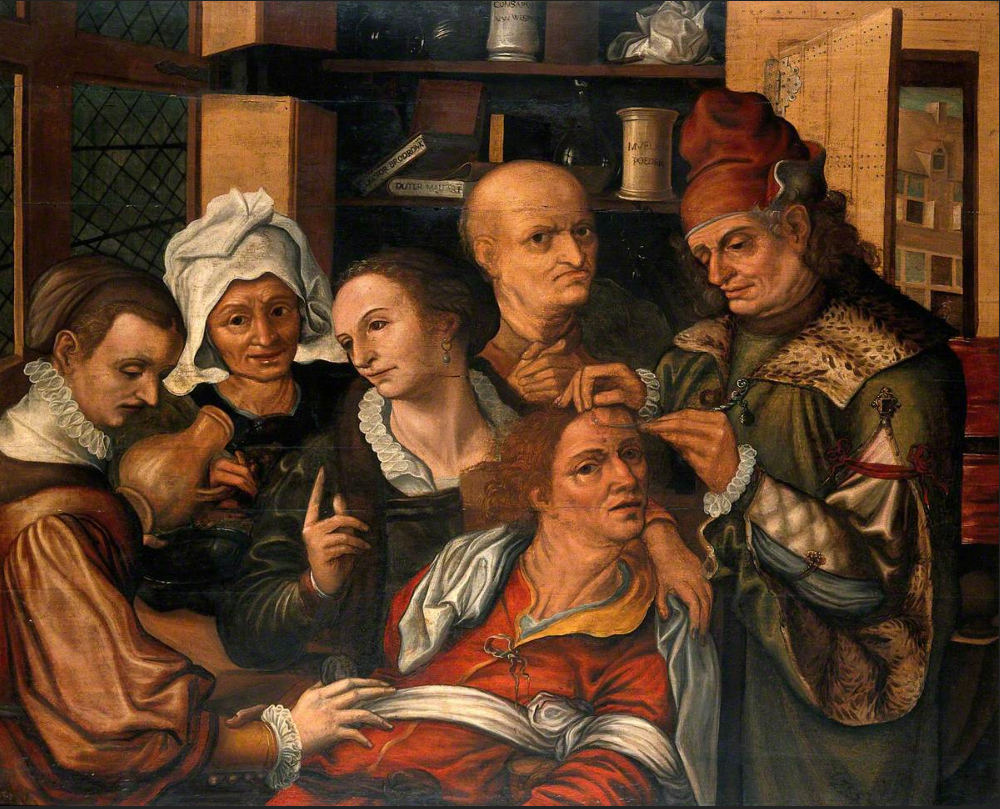
Een chirurgijn verwijdert de steen der waanzin, Musée d'art et d'archéologie du Périgord

Pieter Huys, Pieter ook gespeld als Peter, Huys als Huijs of Van Huys (ca. 1519 – voor april 1586), was een Zuid-Nederlands schilder en tekenaar.

## Levensloop
Huys was de zoon van de schilder en graveur Adriaen Huys. Hij werd in 1545 meester-schilder in Antwerpen en was zeker tot 1577 in die stad actief. In dat jaar kwam zijn laatst gedateerde werk tot stand, de Verzoeking van Antonius abt in Museum Mayer van den Bergh. Hij bracht genrestukken voort, alsook ‘satanerieën’ in de stijl van Pieter Bruegel. Hij ontwierp ook anti-Roomse spotprenten en maakte gravures die werden gepubliceerd door Christoffel Plantijn. Huys ondertekende en dateerde weinig werken. Toeschrijvingen moeten met voorzichtigheid worden benaderd.
Samen met Pieter Bruegel en de schilders Jan Wellens de Cock, Herri met de Bles, Jan Mandijn, Jan Verbeeck en Frans Verbeeck wordt Huys gerekend tot de groep Zuid-Nederlandse schilders, die in navolging van Jheronimus Bosch en in de traditie van de fantastische schilderkunst, een soort Noordelijk maniërisme tot stand brachten.

## Werken
- De verzoeking van Antonius abt, 1547, Musée du Louvre, Parijs
- St. Christophel, 1550-1560, Winterthur, Sammlung Oskar Reinhart "Am Römerholz".
- Het Laatste Oordeel, 1554, Koninklijke Musea voor Schone Kunsten van België, Brussel
- De hel, 1570, Museo del Prado, Madrid
- De verzoeking van Antonius abt, 1577, Museum Mayer van den Bergh, Antwerpen
- De verzoeking van Antonius abt ('∙P∙HUYS' gesigneerde tekening), ca. 1560-1580 (bewaarplaats onbekend)[3]